# Francesco Salvolini
Francesco Salvolini (Faenza, 9 marzo 1809 – Parigi, 24 febbraio 1838) è stato un egittologo italiano.

## Biografia
Francesco Salvolini si laureò in legge a Bologna nel 1825, dedicandosi anche alle lingue orientali, soprattutto la copta e la sanscrita. Nel 1830 raggiunse a Parigi Jean-François Champollion presso il quale approfondì lo studio della lingua egizia. Nel 1835 dopo la morte di Pietro Ignazio Barucchi, a Torino si auspica inutilmente che la direzione del Museo Egizio della capitale sabauda venga affidata al Salvolini, mentre alla fine è assegnata allo storico Francesco Barucchi, nipote di Pietro Ignazio. Nel 1837 è eletto socio corrispondente dell'Accademia delle Scienze di Torino dove si conservano alcune sue lettere e manoscritti.
L'eccellenza raggiunta in questa disciplina venne riconosciuta da Karl Richard Lepsius e da Conrad Leemans. Visitò Leida nel 1834 per copiarvi stele e papiri.

## Opere
- Des principales expressions qui servent à la notation des dates, Parigi 1832-33;
- Sur les hiérogl. de l'obel. de Louqsor (L'Europe littér.), 1834;
- Campagne de Rhamsès le grand (Sésostris) contre les Schèta, Parigi 1835;
- Analyse grammatic. raisonn. de différents textes anc. égypt., I, ivi 1836;
- Traduct. et anal. grammatic. des inscriptions sur l'obel. égypt. de Paris, ivi 1837.